# Alive, She Cried
Alive, She Cried is het tweede livealbum van The Doors. Het werd in november 1983 uitgebracht. Het album bevat zeven nummers, opgenomen tijdens concerten in de periode 1968-1970.

## Tracklist
Kant 1
1. "Gloria" (6:18) (Van Morrison)
2. "Light My Fire" (9:54)
3. "You Make Me Real" (3:04)

Kant 2
1. "Texas Radio And The Big Beat" (1:52)
2. "Love Me Two Times" (3:18)
3. "Little Red Rooster" (7:06) (W. Dixon)
4. "Moonlight Drive"/"Horse Latitudes" (5:33)

Alle nummers werden geschreven door The Doors, tenzij anders aangegeven.
Jim Morrison · Robby Krieger · Ray Manzarek · John Densmore